# Wilhelm Fanderl
Wilhelm Fanderl (* 6. Februar 1911 in Dietfurt an der Altmühl; † ?) war ein nationalsozialistischer Schriftsteller, Journalist, Günstling von NS-Propagandaminister Joseph Goebbels, „Hauptschriftleiter“ (Chefredakteur) des 12 Uhr Blatts, einer Berliner Boulevardzeitung, und möglicherweise Herausgeber der letzten NS-Durchhalte-Zeitung Der Panzerbär.

## Leben

### Aufstieg in der NSDAP
Fanderl trat zum 16. April 1929 in Linz der NSDAP bei (Mitgliedsnummer 86.773), und erhielt 1933 das Goldene Parteiabzeichen. Er arbeitete für die NS-Zeitung Der Angriff, verfasste Propagandabücher und übernahm nach der Machtergreifung der Nationalsozialisten das 1919 gegründete Das 12 Uhr Blatt vom Ullstein Verlag, entließ dort sämtliche jüdischen Mitarbeiter und widmete sich fortan bevorzugt dem Gesellschaftsleben der NS-Schickeria, sowie Sport- und Filmthemen. Der gut aussehende und noch jugendliche Fanderl war eitel und geltungsbedürftig, trat stets elegant auf und galt als völlig unberechenbarer und gefährlicher „Psychopath, der zu Nervenzusammenbrüchen neigte“ (Michael H. Kater). Gern umgab sich der einflussreiche NS-Journalist mit Prominenten und suchte den glamourösen Auftritt: Mit Boxer Max Schmeling ging Fanderl auf die Jagd, mit Schauspieler Heinrich George auf den Filmball, den legendären und „martialischen“ Nürnberger Fußballstar Hans Kalb („gutmütiger Riese“) porträtierte er. Als leidenschaftlicher Besucher von Nachtclubs war Fanderl auch in der Roxy-Bar in der Joachimsthaler Straße 25/26 in Berlin Stammgast und schlichtete Streitigkeiten, in die Schmeling verwickelt war. So ging es um eine gerichtliche Auseinandersetzung zwischen den Künstlern Rolf von Goth und dem Kammersänger Michael Bohnen, beide Stammtisch-Mitglieder, die sich 1938 über die Folgen eines möglichen Kriegsausbruchs zerstritten hatten. Als enger Vertrauter von Goebbels war Fanderl ein gesuchter, aber undurchsichtiger Gesprächspartner, wenn es galt, Schwierigkeiten mit NS-Behörden auszuräumen.

### Vertrauter von Goebbels
Zu Goebbels hatte der eifrige und fanatische Fanderl unmittelbaren Zugang, spielte nach Auffassung des Goebbels-Biographen Werner Stephan dort eine Art „Hofnarrenrolle“ und wurde vom Minister häufig und gern empfangen: „Gerade wie bei Hitler wurde nämlich auch in diesem Kreise ein Mann gebraucht, mit dem man Schabernack treiben konnte und der sich das, mangels irgendwelcher Leistungen und Verdienste, wohl oder übel gefallen lassen musste.“ Es habe Kritik in „Journalistenkreisen“ an der Berufung von Fanderl zum Chef des 12-Uhr-Blatts gegeben: „Jeder wusste, dass der Deutsche Verlag diesen Nichtskönner nur auf Verlangen von Goebbels eingestellt hatte und behielt.“ Tatsächlich nahm Goebbels seinen Günstling offenbar nicht sehr ernst: „Auch Fanderl ist da als Zeitungsmagnat. Dick ist er geworden. Aber er macht sich gut dabei.“ Auch im halbprivaten Rahmen wird Fanderl vom Minister in dessen Villa „Bogensee“ empfangen.: „[Wilhelm] Fanderl ist auch eingetroffen. Die Unterredung dauert 3 Stunden und fördert viel Gutes zutage.“ Der Minister palavert auf längeren Autofahrten mit Fanderl „über alte Zeiten“ und lässt sich das Neueste vom 12-Uhr-Blatt berichten, ist aber mitunter auch genervt vom offenbar redseligen Begleiter: „Fanderl fährt mit [nach Hamburg] und erzählt mir das Neueste aus dem Berliner Zeitungs- und Kunstleben. Alles unbedeutende Kleinigkeiten.“ Auch mit seinen Auslandsreisen macht sich der Journalist bei Goebbels wichtig: „Fanderl berichtet vom Balkan: mehr Angst vor uns als Liebe zu uns. Italiener sehr unbeliebt.“ Fanderl wusste, was er seinem Gönner schuldig war und verfasste Elogen auf den Minister, etwa den Artikel Dr. Goebbels als Journalist und war auch als (inoffizieller) Pressesprecher zur Stelle: „Fanderl hat ein Interview ausgearbeitet. Es ist ausgezeichnet geworden.“

### Denunziation von Otto Stenzel
Im Oktober 1939 verriet Fanderl den Kapellmeister am Scala-Revuetheater, Otto Stenzel, an die Gestapo und begründete diese Denunziation mit den Worten, er sei Nationalsozialist und stelle „diesen Glauben über alles“. Dabei hatte Fanderl von dem Dirigenten persönlich profitiert. Der auf seine Außenwirkung bedachte Stenzel hatte mit dem Chefredakteur des 12-Uhr-Blatts einen „Pakt“ geschlossen und ihm gestattet, alle Shows in der Scala vom Orchestergraben aus kostenlos zu verfolgen, woran Fanderl wegen der gut aussehenden Revue-Girls großes Interesse hatte. Er heiratete sogar eine der Darstellerinnen, die sudetendeutsche Sängerin, Filmschauspielerin und Tänzerin Charlotte Treml (Charlotta Tremlová), die unter dem Künstlernamen Kary Barnet auftrat, ließ sich allerdings 1944 von ihr wieder scheiden. Auf einer privaten Feier nach einer Scala-Vorstellung, an der auch Fanderl teilnahm, hatte sich der angetrunkene Stenzel am 12. Oktober 1939 abfällig über den Nationalsozialismus geäußert und einen Trinkspruch auf das „Vierte Reich“ ausgebracht. Am folgenden Morgen wurde er abgeholt und auf Befehl von Propagandaminister Joseph Goebbels in das KZ Sachsenhausen gebracht, wo er drei Wochen interniert war. Neben Stenzel nahm die Gestapo weitere Scala-Mitarbeiter fest, darunter den Pressechef Will Meyer und die Tänzerin Anita Spada, die damalige Favoritin und spätere Ehefrau des SS-Offiziers und späteren Reichsfilmintendanten Hans Hinkel, mit dem Fanderl mehrere Jahre befreundet war, bevor die beiden, auch wegen der Denunziation, zu Gegnern wurden.

### PK-Berichterstatter in Paris und an der Ostfront
In einem Pariser Café wollte Fanderl den französischen Sergeanten Jean Gontier de Vassé kennen gelernt haben, dessen anti-britisches Tagebuch er 1941 herausgab, ergänzt um eine teils unfreiwillig komische „Begegnung mit dem Verfasser“: „Sie sprechen französisch, wie es nur Franzosen sprechen.“ Kurz vor dem Russlandfeldzug wurde Fanderl im Mai 1941 „einberufen“, war aber wohl nicht im Fronteinsatz, sondern nur als Kriegsberichterstatter unterwegs. Er verfasste Propaganda-Artikel, u. a. für das Jahrbuch der Auslands-Organisation der NSDAP (1942): Wie es zur Vernichtungsschlacht gegen die Sowjetarmeen östlich von Kiew kam. Wie viele andere Journalisten und Künstler soll Fanderl 1943 vergeblich versucht haben, die Hinrichtung des Schauspielers Robert Dorsay (Geburtsname Robert Stampa) zu verhindern, der wegen Wehrkraftzersetzung zum Tode verurteilt worden war. Die Gestapo hatte Dorsays Briefverkehr überwacht und dabei den Satz entdeckt: „Wann endlich ist Schluss mit dieser Idiotie?“

### Letzte Kriegstage
Ob Fanderl an der letzten in Berlin erscheinenden NS-Zeitung, dem Durchhalteblatt Panzerbär (22. bis 29. April 1945) beteiligt war, ist umstritten. Der Pressehistoriker Peter de Mendelssohn geht davon aus, dass sich der „Goebbels-Günstling“ Fanderl hinter der anonymen „Dienststelle Fp.-Nr. 67 700“ verbarg, die im kurzlebigen Panzerbär als Herausgeber angegeben war, zumal eine alte Druckmaschine des 12-Uhr-Blatts benutzt wurde. Fanderl selbst schrieb seine Erlebnisse für Erich Kubys Buch Die Russen in Berlin auf. Dort wird er als „heller Kopf“ bezeichnet: „Fanderl lag nichts ferner, als bis fünf Minuten vor zwölf durchzuhalten.“ Demnach lebte Fanderl in den letzten Kriegstagen im Berliner Hotel Adlon und arbeitete im Druckhaus in Tempelhof mit seiner Reise-Schreibmaschine an der Berliner Morgenpost: „(…) doch niemand trug sie mehr aus, und bald fabrizierten wir nur noch die rund zwanzig Pflichtexemplare für das Propagandaministerium.“ Nach eigener Aussage fälschte Fanderl massenweise die Unterschrift von Goebbels, um Spezial-Ausweise anzufertigen, die seine Arbeitskollegen vor der Rekrutierung durch die Wehrmacht ("Heldenklau") bewahrten. Am 21. April will er bei der letzten „Pressekonferenz“ des Propagandaministers in dessen Wohnung in der Hermann-Göring-Straße dabei gewesen sein: „Er ging vorüber, ohne uns zu beachten.“ Bei einer Autofahrt durch das zerbombte Berlin wurde Fanderl am Kopf leicht verwundet. Er überlebte das Kriegsende im „Keller des Propagandaministeriums“, versuchte schließlich in letzter Minute mit einigen Soldaten „nach Norden“ durchzubrechen und geriet „dreihundert Meter vor dem Lehrter Bahnhof“ in sowjetische Kriegsgefangenschaft, die achteinhalb Jahre gedauert haben soll.

### Karriere nach 1945
Nach Deutschland zurückgekehrt, übernahm Fanderl im Hamburger Nordpress-Verlag Walter Glaue, einer halbamtlichen Einrichtung des Presse- und Informationsamts der Bundesregierung zur Verbreitung von Nachrichten, in den 1950er-Jahren das Ressort „Motor und Sport“. Über seine weitere berufliche Tätigkeit ist öffentlich nichts bekannt.

## Werke
- Von sieben Mann zum Volk. Illustrierte Geschichte der NSDAP und der SA, Oldenburg 1933.
- H.J. marschiert! Das neue Hitlerjugend-Buch, Berlin 1935.
- Der tote Kamerad und Auf Haus Wachenfeld, in: Lesebuch für die Volksschulen im Elsass 1940, 5. bis 8.Schuljahr. Verlag Moritz Schauenburg, 1940.
- Ich komme soeben aus England! Tagebuch des französischen Dünkirchen-Kämpfers Sergeant Jean Gontier de Vassé. Begegnung mit dem Verfasser von Wilhelm Fanderl, Berlin/Leipzig 1941.